# Wendelinkapelle (Alberschwende)

Merbodkapelle

Innenansicht

Die Wendelinkapelle, im Volksmund besser bekannt als Merbodkapelle, ist eine römisch-katholische Kapelle und Wallfahrtsstätte südöstlich der Dorfmitte der Gemeinde Alberschwende im Bregenzerwald im Bundesland Vorarlberg. Direkt an der Bregenzerwaldstraße gelegen, steht sie an jener Stelle, an der der selige Merbod am 23. März 1120 ermordet wurde. Die Kapelle ist dem hl. Wendelin geweiht.

## Geschichte
Eine Kapelle über dem Grab Merbods wird erstmals am 6. Februar 1420 genannt, als die Bewohner von Alberschwende mit Zustimmung des Grafen Wilhelm von Montfort eine wöchentliche Messe am Montag stifteten. Die erste urkundliche Erwähnung findet das Gotteshaus aber bereits im Jahr 1374. Eine Urkunde des Klosters Mehrerau berichtet schon im Jahr 1231 in einer päpstlichen Schutzurkunde von einer Kirche in Alberschwende.
Wilhelm Sydow führte 1985 archäologische Grabungsarbeiten durch, bei denen er auf die Grundmauern des Gründungsbauwerks, eine Saalkirche mit rechteckigem Chor aus dem 12. Jahrhundert, stieß. Diese wurde nach einem Brand zu einer gotischen Kapelle ausgebaut. Ob es sich früher um die Pfarrkirche handelte, oder ob es aus Besitzstreitigkeiten zwei Kirchen gegeben hat, ist nicht geklärt.
Der heutige barocke Bau wurde im Jahr 1742 errichtet. 

## Architektur und Ausstattung
Bei der Kapelle handelt es sich um einen Rechteckbau mit Satteldach. Über dem Drei-Konchen-Chor erhebt sich ein achteckiger Glockenturm mit schindelgedeckter Zwiebelhaube. Am Langhaus sind drei Rundbogenfenster und am Chor ein weiteres Rundbogenfenster an jeder Seite. Die Kirche hat eine Giebelfassade und ein Rundbogenportal an der südlichen Langhauswand. Das Langhaus ist dreijochig mit einem Kreuzgratgewölbe, das auf schmalen Wandpilastern ruht. Der dreikonchige Chor ist mit Stichkappengewölben ausgestattet.
Die gerade Empore im Westen ist mit einer Holzfelderbrüstung ausgestattet und ruht auf zwei Holzsäulen mit beidseitigem Aufgang. Wände und Gewölbe sind mit Stuckimitationen bemalt.
Die Fresken im Chor von Fl. Scheel stammen aus dem Jahr 1915 und zeigen Gott Vater. Das Martyrium Merbods ist auf einem Fresko im Langhaus dargestellt, gemalt von C. Walch um 1870, wie auch jenes an der rückwärtigen Seite der Kapelle, das Merbod mit den Frauen und Pilgern an der Quelle zeigt. Am Chorbogen befinden sich zwei Engel, gemalt von Fl. Scheel im Jahr 1914.
Die Glasgemälde von Carl Rieder aus den Jahren 1958/1959 stammen aus der Tiroler Glasmalereianstalt. Die Fenster im Chor sind Dekorfenster. Im Langhaus ist auf der linken Seite Merbod beim Heilen kranker Menschen zu sehen und auf der rechten Langhausseite ist seine Ermordung zu sehen. Links und rechts der Motivfenster befinden sich Dekorfenster.
Der Hochaltar hat einen neuromanischen Aufbau mit einem Altarbild von Melchior Paul von Deschwanden und zeigt die „Himmelfahrt Mariens“. Links davon befindet sich eine Figur der hl. Notburga, rechts eine des hl. Wendelin. Sie entstanden wie die zwei Engel im Aufsatz und das Kruzifix in der Tabernakelnische um das Jahr 1870. Auch der linke Seitenaltar hat einen neuromanischen Aufbau. Das Altarbild von Johann Boch aus dem Jahr 1872 zeigt die hl. Anna mit der lesenden Maria. Das Altarbild des rechten Seitenaltares mit neuromanischem Aufbau zeigt den hl. Josef mit Jesus. Vor dem linken Seitenaltar befindet sich die Grabstätte von Merbod unter einer neuromanischen Mensa, die von vier Säulen getragen wird. Darüber befindet sich eine barocke Figur des „Selige“n. Da es Brauchtum ist, von der „Keule des Seligen Merbod“ ein Stück abzuschneiden und mit nach Hause zu nehmen, ist es gestattet, dies zu tun. Diese Stücke sollen die wundertätige Wirkung Merbods mittragen.
An der linken Langhauswand befinden sich Votivtafeln aus der Gegenwart. Die Kreuzwegstationen in Reliefform in stuckierten Rahmen stammen aus der zweiten Hälfte des 18. Jahrhunderts. Das neuromanische Chorgestühl und eine Figur des hl. Antonius am rechten Seitenaltar stammen aus dem 19. Jahrhundert.

## „Seliger“ Merbod von Bregenz

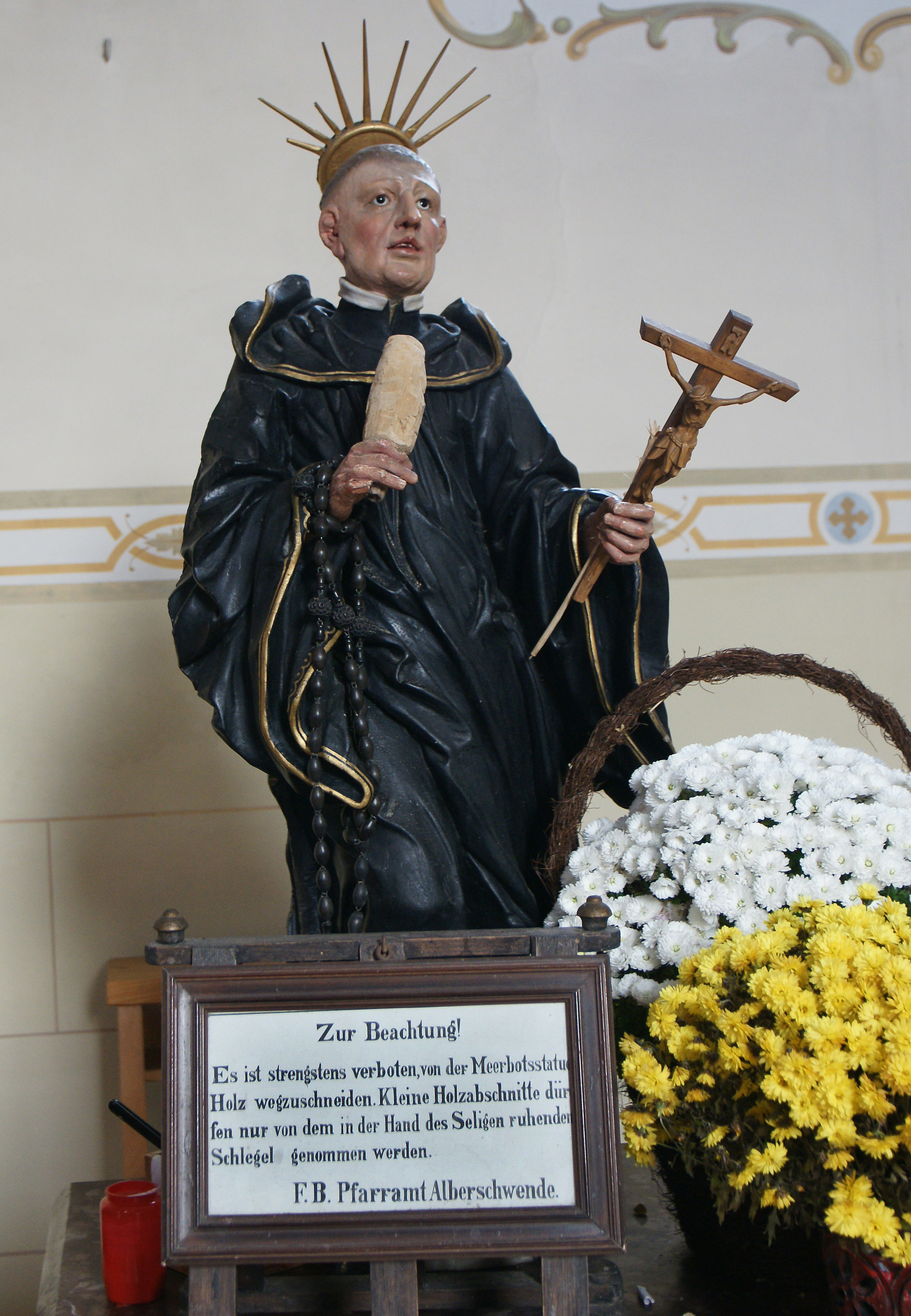
„Seliger“ Merbod

Der „selige“ Merbod von Bregenz (* 11. Jahrhundert in Bregenz; † 23. März 1120 in Alberschwende) war Seelsorger in Alberschwende. Er entstammte wahrscheinlich dem Geschlecht der Grafen von Bregenz. Sein Bruder war der selige Diedo von Andelsbuch und seine Schwester die selige Ilga von Schwarzenberg (gemeinsam bezeichnet als Die seligen Geschwister). Zunächst lebte er als Benediktiner in der Abtei Mehrerau am Bodensee. Da er die Einsamkeit des Eremitentums vorzog, ließ er sich in Alberschwende im Bregenzerwald nieder und übernahm die Seelsorge in der dortigen Pfarrei.
Er war in der Bevölkerung sehr beliebt, die ihn als guten Seelsorger und Ratgeber sah. Am 23. März 1120 wurde er jedoch erschlagen vor der Zelle seiner Einsiedelei aufgefunden. Es wird angenommen, dass ihn Bauern aus der Umgebung getötet hatten, da er ihnen eine strengere Lebensführung nach den Geboten Gottes auferlegt hatte. Andere Quellen berichten, dass er umgebracht wurde, nachdem er ein Kind von seiner Krankheit geheilt hatte. Sein Grab befindet sich heute in der Merbodkapelle. Sein Gedenktag ist am ersten Donnerstag in der Fastenzeit.
Dargestellt wird er in schwarzem Umhang mit Kapuze, Kopfwunden und einer Keule.
Auch wenn er von kirchlicher Seite aus nie seliggesprochen wurde, gilt Merbod bis heute vielen Gläubigen, vor allem den Bewohnern von Alberschwende, als selig. Seine Grabstätte wurde vor allem bei Kopfschmerzen und Augenleiden aufgesucht.